# Головний Альпійський вододіл

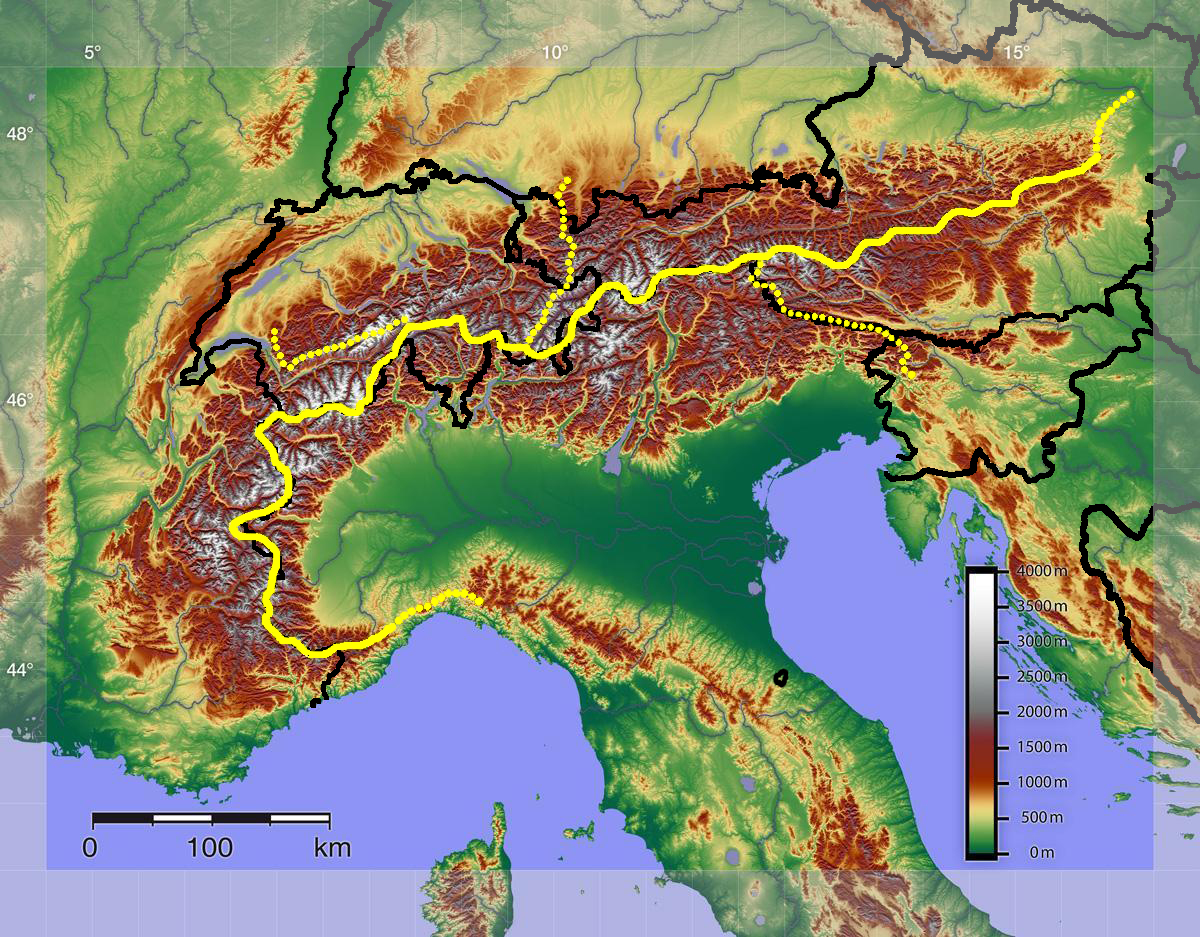
Головний Альпійський вододіл

Головний Альпійський вододіл — центральна лінія гір, що утворює вододіл хребта. Основні пасма гірських хребтів традиційно позначаються таким чином і зазвичай містять найвищі вершини хребта. Альпи представляють щось незвичайне в тому сенсі, що кілька значних груп гір відокремлені від основного пасма значними відстанями. Серед цих груп — Дофінські Альпи, східні та західні Грайські Альпи, усі Бернські Альпи, групи Теді, Альбула та Сільвретта, хребти Ортлес та Адамелло та Доломітові Альпи Південного Тіролю, а також Низькі Альпи Форарльберга, Баварії та Зальцбурга.

## Основні характеристики
Альпійський вододіл на більшій частині свого перебігу є вододілом між сточищем річки По в Італії, з одного боку, і річками Рона, Рейн і Дунай, з іншого боку вододілу. Далі на схід вододіл проходить між Адідже і Дунаєм. На більшій частині свого перебігу вододіл іде вздовж кордону з Італією або близько до нього, хоча є численні відхилення, зокрема, швейцарський кантон Тічино, який лежить на південь від вододілу в басейні річки По.
Лише на невеликій частині свого загального перебігу Альпійський вододіл є частиною головного європейського вододілу, в центральній частині, де вододіл проходить між По і Рейном.
Альпи зазвичай поділяються на Східні та Західні Альпи, що мають межу вздовж лінії між озером Комо та Боденським озером, слідуючи за долиною Рейну.
- Східні Альпи (головний хребет витягнутий і широкий) розташовані у Австрії, Німеччині, Італії, Словенії та Швейцарії.
- Західні Альпи вищі, але їхній центральне пасмо коротше і значно вигнуте; вони розташовані у Франції, Італії та Швейцарії.

Піц-Берніна (4049 м) — найвища вершина Східних Альп, а найвища вершина Західних Альп — Монблан (4810,45 м).

### Східні Альпи

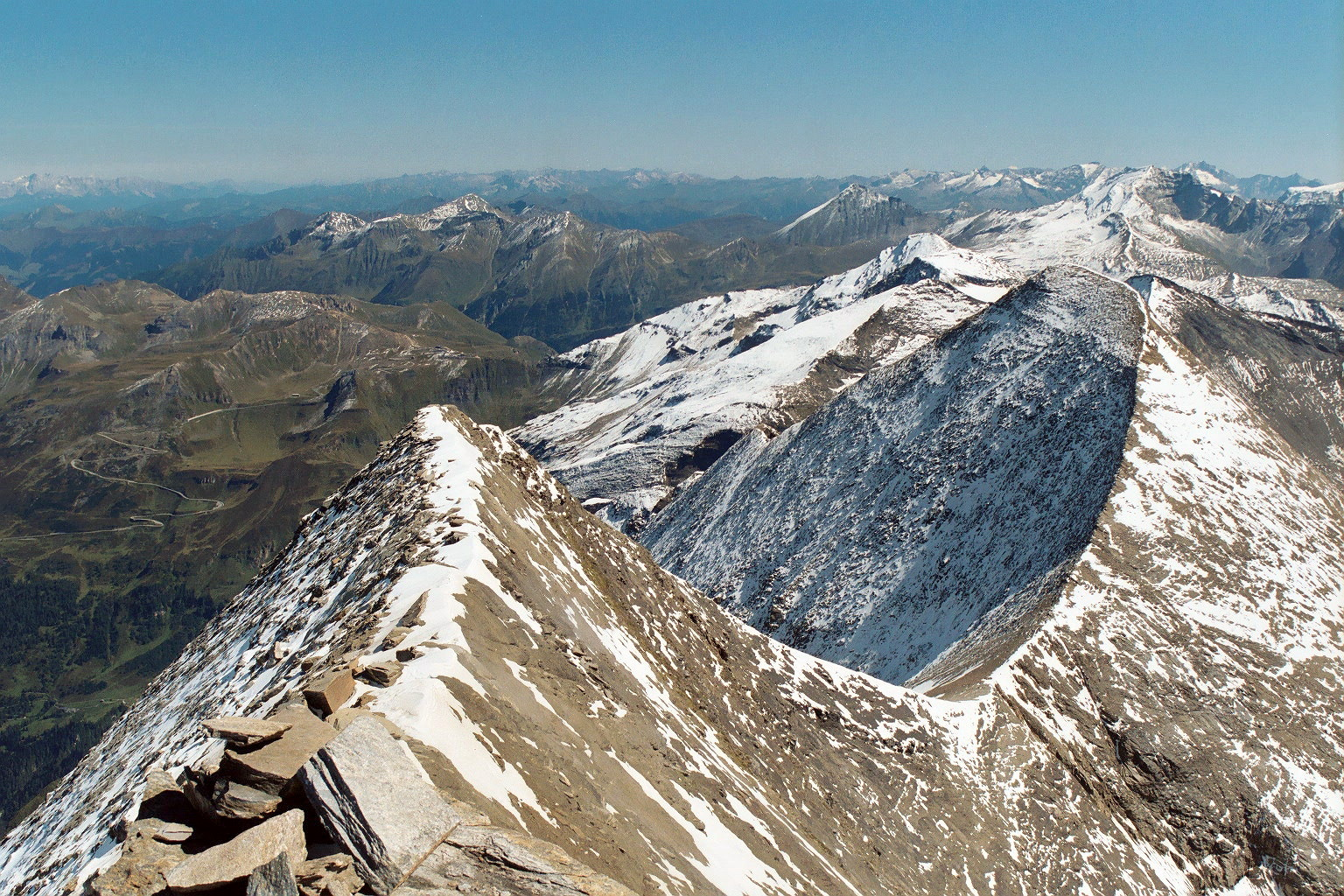
Головний Альпійський вододіл (Фушеркаркопф) на хребті Високий Тауерн

Від перевалу Малоя (1815 м) головний вододіл прямує на південний схід, а потім на схід і майже через найвищу вершину хребта Берніна — Піц-Берніна (4049 м), до перевалу Берніна. Звідси основне пасмо менш чітко виражено, воно піднімається до Піц-Парадізін (3 302 м), за яким прямує на північний схід, на схід від італійського курорту Лівіньйо, повз перевал Фраеле (1 952 м) і витоки Адди, перетинає Піц-Муртарол (3180 м) і Монте-Форкола, де знаходиться межа між сточищами Дунаю, По та Адідже, потім спускається до перевалу Офен (2149 м) та прямує на північ і знову піднімається до Піц-Сесвенна (3204 м).
Решенський перевал (1504 м) є розривом у безперервності Головного Альпійського вододілу. Глибока долина, Фіншгау у верхів'ях Адідже, є однією з найвизначніших особливостей орографії Альп. Маленьке озеро Решен, що формує головне джерело Адідже, знаходиться всього на 4 метри нижче перевалу і за 8 км від долини Інн. На схід від цього перевалу основне пасмо прямує на північний схід до перевалу Бреннер вздовж засніженого пасма Ецталь, найвищою точкою якого є Вайскугель (3 739 м), потім перетинає Тіммельсйох (2 474 м) і знову піднімається в Штубайські Альпи Обидві найвищі вершини Етцтальських і Штубайських Альп, Вільдшпітце (3 774 м) і Цукергютль (3 505 м), розташовані трохи північніше.
Бреннер (1 370 м) — найнижчий з усіх великих автомобільних перевалів, що перетинають основну частину головного пасма, і завжди був головним маршрутом сполучення між Німеччиною та Італією. Трохи далі вододіл проходить на схід через найвище пасмо Циллертальських Альп, що сягає 3 510 метрів у Гохфайлері. Але трохи далі, на Драйгеррншпітце (3 499 м), вододіл розділяється: головний вододіл між Чорним морем і Середземним морем прямує на південь, вздовж групи Різерфернер до Доломітових Альп і Юлійських Альп.
Головний альпійський вододіл прямує на схід, перетинає хребет Високий Тауерн, перетинає гору Гроссвенедігер (3 666 м), прямує на північ від найвищої вершини Австрії (Гроссглокнер), перетинає гору Анкогель (3 252 м), а потім повертає на північ через Низький Тауерн, перетинає його найвищу вершину Гохголлінг (2 863 м) у Шладмінгському Тауерні, а потім прямує далі на схід аж до Шоберського перевалу в Штирії. Далі вододіл прямує на схід через Північні Вапнякові Альпи і закінчується біля "Віденської брами", крутих схилів гори Леопольдсберг (425 м), що височіє над Дунайською брамою і Віденською улоговиною.

### Західні Альпи
Починаючи від Колле-ді-Кадібона (на захід від Савони), вододіл прямує спочатку на південний захід, а потім на північний захід до Кол-де-Тенде, хоча ніде не виходить далеко за межі зони хвойних дерев. За Кол-де-Тенде напрямок спочатку приблизно західний, потім північно-західний до Рокка-деї-Тре-Вескові (2 840 м), трохи південніше Енциастрайя (2 955 м), де на вододілі височіють кілька вершин близько 3 000 метрів, хоча найвища з них, Монте-Арджентера (3 297 м), знаходиться трохи північніше. Від Роше-де-Труа-Евек вододіл прямує на північ на велику відстань, хоча з двох найвищих вершин цього регіону одна, Егіль-де-Шамбейрон (3412 м), знаходиться трохи західніше, а інша, Монте-Візо (3841 м), - трохи східніше вододілу. Від вершини Валь-Пелліче головне пасмо прямує на північний захід і значно зменшує свою середню висоту, поки не досягне гори Мон-Табор (3178 м), яка утворює вершину гострого кута, який головне пасмо тут утворює в напрямку на захід. Звідси хребет прямує на схід, досягаючи вершини Аїгуїлле-де-Сколетте (3 505 м), але робить великий вигин на північний захід і назад на південний схід, перш ніж піднятися на Роччамелоне (3 509 м). Звідти прямує на північ аж до східної вершини Леванна (3 619 м), вододіл прямує низкою снігових вершин, хоча найвища точка регіону, Пуант-де-Шарбонель (3 760 м), розташована трохи на захід від неї. Пасмо знову вигинається на північний захід, піднімаючись кількома вершинами (найвища — Егіль-де-ла-Гранд-Сассьєр, 3751 м), перш ніж досягти Малого Сен-Бернарського перевалу.

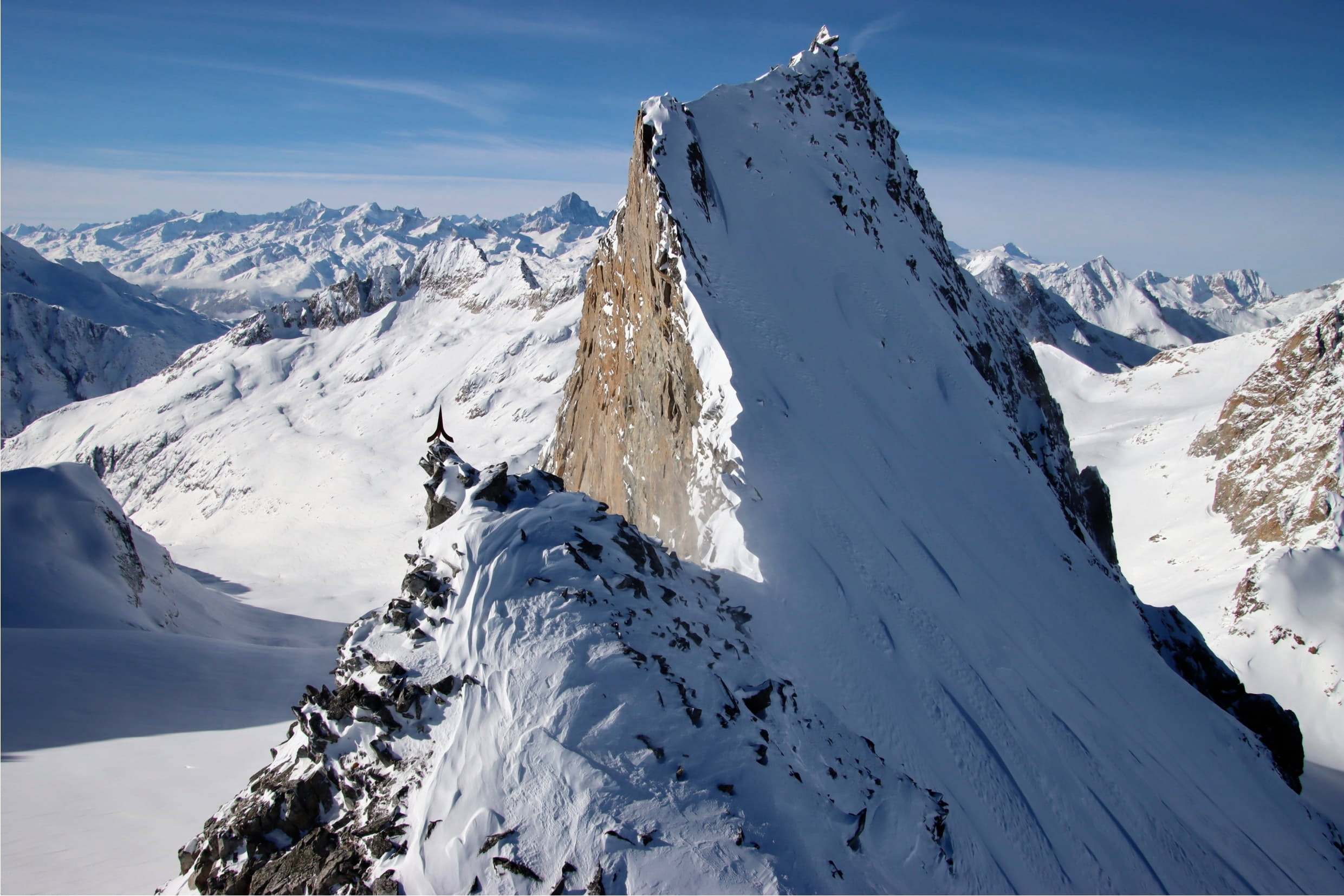
Краєвид на Вітенвассереншток з точкою перетину між сточищами Рони, Рейну та По (в центрі ліворуч)

Потім вододіл ненадовго повертає на північ до Кол-де-ла-Сойньє, а потім на північний схід вздовж пасма Монблан, який завершується вершиною Монблан (4810 м), найвищою вершиною Альп. Низка вершин, зокрема, Гранд-Жорас (4 208 м), розташовані вздовж кордону, перш ніж він досягне Мон-Долан (3823 м), точка потрійного кордону Франції, Італії та Швейцарії. Звідти, після короткого повороту на південний схід, пасмо має біля перевалу Великий Сен-Бернар в цілому східний напрямок, який він зберігає до Монте-Рози, де він повертає на північ, роблячи один невеликий поворот на схід до перевалу Сімплон. Саме на ділянці вододілу між перевалом Великий Сен-Бернар і Сімплон головне пасмо має більшу середню висоту, ніж на будь-якій іншій ділянці. Але, попри те, що він здіймається на ряд високих вершин, таких як Мон-Велан (3727 м), Маттергорн (4478 м), Ліскамм (4533 м), Північний кінець Монте-Рози (4575 м) і Вайсміс (4023 м), багато з найвищих точок регіону, такі як, такі як Гран-Комбін (4314 м), Дан-Бланш (4357 м), Вайсгорн (4505 м), справжня вершина або Дюфур (4634 м) власне Монте-Рози та Дом (4545 м), знаходяться на її північному схилі, а не на основному пасмі. З іншого боку, пасмо між Гранд-Сен-Бернар і Сімплон опускається лише на півдюжини точок нижче рівня 3 000 метрів.
Перевал Сімплон (1994 м) відповідає зміні напрямку вододілу: вершини і перевали стають нижчими. Звідти до перевалу Сен-Готард (2106 м) вододіл прямує на північний схід, перетинаючи Монте-Леоне (3533 м) і Піццо-Ротондо (3192 м). Біля Вітенвассеренштока знаходиться точка зустрічі сточищ По, Рейну і Рони, де Європейський вододіл з'єднується з Альпійським вододілом. Від Сен-Готарда до Малоя вододіл між сточищами Рейну і По прямує в основному у східному напрямку. Він прямує через перевал Лукманьєр (1915 м), через Скопі (3200 м), Піц-Медель (3210 м) і Піц-Террі (3149 м), де повертає на південь до Райнвальдгорну (3402 м). Тут вододіл повертає на схід через Фогельберг (3220 м) до перевалу Сан-Бернардіно (2067 м), потім через Піццо-Тамбо (3279 м), перевал Шплюген (2114 м) і Піц-Тімун (3209 м). Звідси вододіл знову прямує на південь до Піццо-Стелла (3163 м), а потім на схід через Піц-Галлагюн (3107 м), де біля перевалу Лунгін досягає головного потрійного вододілу Альп: де вода може текти до Атлантики, Середземного або Чорного моря. Тут головний європейський вододіл залишає Альпійський вододіл, прямуючи на північ, тоді як вододіл продовжується на схід до перевалу Малоя (1815 м).

## Льодовики
Головне пасмо має більше льодовиків і вічних снігів, ніж незалежні або зовнішні хребти. Найдовші з них — Мер-де-Глас у Шамоні (на початок 2020-х завдовжки 7,6 км) та льодовик Горнер у Церматті (на початок 2020-х завдовжки 12,5 км) — мали довжину 14,9 км сто років тому. У Східних Альпах найдовшим льодовиком був льодовик Пастерце (8,4 км в 1911 році), який не знаходиться поблизу справжнього головного вододілу, хоча і прилягає до схилу гори Гроссглокнер (3798 м) на хребті Високий Тауерн на схід від Драйхерреншпітце. Але два інших довгих льодовика у Східних Альпах (Гінтерайс і Гепач) знаходяться в Етцтальських Альпах, тому вони близькі до справжнього головного вододілу.